# Старо језгро Новог Сада
Старо језгро Новог Сада обухвата простор историјског центра града Новог Сада. Простор старог језгра се налази унутар утврђених граница и обухвата 35 хектара. Старо градско језгро је проглашено просторно културно-историјском целином у Србији од 2008. године.

## Историјат
Материјални докази о постојању средњовековног града насталог након Велике сеобе народа, пронађени су током археолошких истраживања у XX веку. Основа старог језгра формирана је крајем XVII века на сувим гредама између Дунава, на месту средњовековног насеља. Тада су ове просторе насељавали трговци, крчмари и војници који су подмиривали потребе посаде и градитеља Петроварадинске тврђаве. Посебну групу су чинили градитељи и радници. Насељеници су већином били Срби, али поред њих били су присутни Немци и Јевреји. Први становници Петроварадинског шанца, до средине XVIII века, били су многобројни Грци, Цинцари, Јевреји, Јермени, Немци, избегли Срби из Београда након закључења Београдског мира 1739. године, итд. Током XVIII века урбана матрица је формирана спонтано, а почетком XIX века је и завршена након 1819. године када је извршен захват на регулацији насеља.
Старо језгро карактеришу очувани низови кућа, морфолошки усаглашени блокови и тргови. Заступљени су објекти спратне и патерне градње са доминантним торњевима сакралних објеката и куполама. Куполе су део јавних и приватних палата. Објекти су грађени у стилу барока, романтизма, класицизма, сецесије, историзма, али и модерне која је била заступљена у периоду између два светска рата. Најстарији архитектонски слој старог језгра обухвата блокове које формирају улицеː Пашићева, Његошева, Грчкошколска, Николајевска, Милетићева, све до улице Јована Суботића и до блока Градске куће.У Дунавској и Змај Јовиној улици сачуван је већи број кућа. Улице претежно садрже спратне куће које су настале након Буне. Мали број објеката који није уништен током бомбардовања 1849. године чине две куће у Змај Јовиној улици, Католичка плебанија и Стара православна болница. Важни сакрални објекти који се налазе у градском језгру, а припадају раној градитељској групи су Саборна, Успенска и Николајевска црква. Касније, током XIX века настају Римокатоличка црква Име Маријино и Гркокатоличка црква Светих Петра и Павла.
Нови Сад, заједно са старим језгром карактерише то да је задржао аутентичан културно-историјски и просторно-функционални идентитет и након низа урбанистичких захвата.
Крајем шездесетих година XX века и у периоду од 2002. до 2008. године изведени су обимни конзерваторски радови на објектима и фасадама.